# Jean Poiret
Jean Poiret (născut Jean Poiré n. 17 august 1926, Paris, Île-de-France, Franța – d. 14 martie 1992, Suresnes, Île-de-France, Franța) a fost un actor francez de film.

## Filmografie selectivă
Actor
- 1953 Cei trei mușchetari (Les 3 Mousquetaires), regia André Hunebelle
- 1962 Cum se reușește în dragoste (Comment réussir en amour), regia Michel Boisrond
- 1962 Pariziencele (Les Parisiennes), regia vari – episodul "Antonia", regia Michel Boisrond
- 1963 Un enoriaș ciudat (Un drôle de paroissien), regia Jean-Pierre Mocky
- 1964 La Cité de l'indicible peur (La Grande Frousse), regia Jean-Pierre Mocky
- 1970 Zidul Atlanticului (Le mur de l'Atlantique), regia Marcel Camus
- 1980 Ultimul metrou (Le dernier métro), regia François Truffaut

Regizor
- 1992 Zebra (Le Zèbre)